# Crotaphytus collaris
La lucertola dal collare (Crotaphytus collaris Say, 1823), è un sauro appartenente alla famiglia Crotaphytidae.

## Descrizione
Si tratta di un rettile che è in grado di raggiungere, dall'estremità del capo a quella della coda, i 35cm di lunghezza. Un chiaro segnale identificativo della specie è la livrea, caratterizzata da alcune bande nere "disposte" lungo il collo della lucertola, che hanno conferito il nome all'animale. Se si escludono queste bande, la colorazione è perlopiù azzurra, con dei puntini bianchi sparsi lungo l'intero dorso e le zampe, così come la sommità del capo e delle fasce sul dorso sono gialle. Dato che l'ambiente in cui vive raggiunge temperature molto alte un'altra particolarità sulla livrea della specie riguarda le parti del corpo a contatto con il terreno. Si tratta di colori chiari, poiché essi garantiscono che la pelle assorba un quantitativo di calore dannoso per l'animale. Le femmine di Crotaphytus collaris hanno in genere una colorazione meno accesa rispetto a quella dei maschi, più brillante durante il corso dei tutto l'anno. Degno di nota è però il fatto che queste, durante la gravidanza, sfoggino una colorazione rosso accesa per farlo capire ai maschi, che quindi cercheranno un'altra compagna.

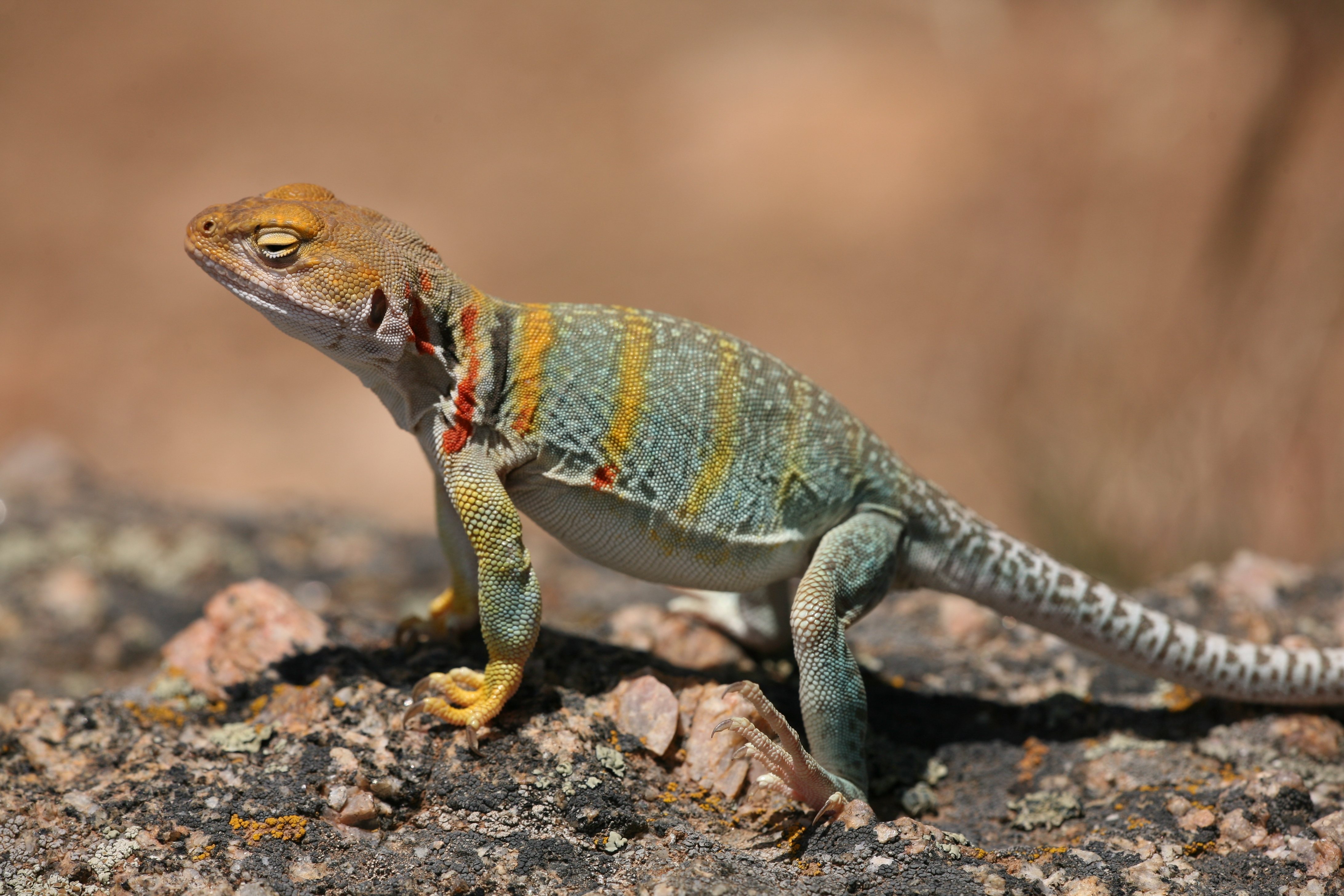
Una femmina con le tipiche bande rosse

## Alimentazione
Si tratta di una specie la cui alimentazione tende maggiormente verso gli insetti ed altri invertebrati, ma non disdegna affatto piccoli vertebrati e persino altri rettili (senza fonte). Ha un metodo di caccia alquanto peculiare, poiché esso consiste, nell'attrarre le prede muovendo la coda come se si trattasse di un piccolo lombrico, all'apparenza una facile preda. La vipera soffiante (Bitis arietans) sfrutta una tecnica simile ma essa, invece della coda, utilizza la sua lingua per trarre in inganno le vittime. 
C. collaris è inoltre predata da diversi animali, ai quali sfugge grazie al suo adattamento nell'habitat in cui vive. È infatti in grado di correre sulle zampe posteriori fino a circa 20 km/h e può effettuare salti di ampiezza considerevole tra i massi del deserto.

## Distribuzione e habitat
L'areale di questa specie comprende gli Stati Uniti sud-occidentali (Utah, Colorado, Kansas, Missouri, Arizona, Nuovo Messico, Texas, Oklahoma e Arkansas) e il Messico settentrionale  (Sonora, Zacatecas e San Luis Potosi).